# Jean-Luc Vandenbroucke
Jean-Luc Vandenbroucke (født 31. maj 1955 i Moeskroen) er en tidligere belgisk landevejscykelrytter og sportsdirektør. Han er onkel til Frank Vandenbroucke. Han var en prologspecialist, vandt 19 prologer i sin karriere.